# FA Cup de 2017–18
A FA Cup de 2017–18 foi a 137ª edição do torneio de futebol mais antigo do mundo.

## Regulamento
A Copa da Inglaterra, apesar de ser uma competição grande, tem um regulamento simples: as equipes se enfrentam em apenas um jogo, quem ganhar avança de fase, no caso de empate é necessário um jogo de desempate com o mando de campo invertido, e no caso de empate novamente, uma prorrogação seguida de pênaltis, caso ainda persista o empate. O campeão tem uma vaga na Liga Europa da UEFA de 2018–19, caso o campeão tenha vaga na Liga dos Campeões da UEFA de 2018–19 a vaga é dada ao vice-campeão e assim em diante.

## Calendário
| Rodada           | Clubes restantes | Clubes envolvidos | Ganhadores da rodada anterior |  | Novas entradas nessa rodada |  | Ligas entrando nessa rodada                 |
| ---------------- | ---------------- | ----------------- | ----------------------------- |  | --------------------------- |  | ------------------------------------------- |
| Primeira Rodada  | 124              | 80                | 32                            |  | 48                          |  | Football League One Football League Two     |
| Segunda Rodada   | 84               | 40                | 40                            |  | nenhum                      |  | nenhum                                      |
| Terceira Rodada  | 64               | 64                | 20                            |  | 44                          |  | Premier League Football League Championship |
| Quarta Rodada    | 32               | 32                | 32                            |  | nenhum                      |  | nenhum                                      |
| Oitavas de Final | 16               | 16                | 16                            |  | nenhum                      |  | nenhum                                      |
| Quartas de Final | 8                | 8                 | 8                             |  | nenhum                      |  | nenhum                                      |
| Semifinais       | 4                | 4                 | 4                             |  | nenhum                      |  | nenhum                                      |
| Final            | 2                | 2                 | 2                             |  | nenhum                      |  | nenhum                                      |